# Tyska historikerstriden
Historikerstriden, tyska Historikerstreit, är en strid mellan tyska historiker som inleddes år 1986. Striden handlar om synen på nazismens roll i Tysklands moderna historia.

## Bakgrund
Under efterkrigstiden har tyska historiker, i de båda två tyska staterna 1949–1990 och i det enade Tyskland, haft svårigheter med hur man skall förhålla sig till arvet efter nazitiden 1933–1945 och till den tyska historien i stort. Skall man betrakta den nazistiska diktaturen som en logisk följd av det tyska kejsardömet (1871–1918)? Var det Weimarrepubliken (1918–1933) och den ekonomiska krisen från 1930-talets början som förde fram Adolf Hitler till makten eller låter sig nazismen bäst förklaras som en reaktion på terrorn under och efter ryska revolutionen? Är nazismen en del av en tysk historisk kontinuitet, som måhända går ända tillbaka till Martin Luthers tid eller är den en parentes? Situationen komplicerades därtill av att man efter år 1945 måste handskas med avgrundsdjupa både moraliska och politiska nederlag. Berättelsen om en seger tar form av sig själv, men att etablera en allmänt accepterad historieskrivning om nederlaget är mycket svårare. 
Efter år 1945, som emellanåt benämns Stunde Null ("timme noll"), fanns det en önskan att lägga minnet av nazismen och det som funnits före den bakom sig. Men från cirka år 1960 etablerades samtidigt, åtminstone i de bildade delarna av samhället och inför utlandet, en tydlig uppfattning att alla tyskar delade en viss kollektiv skuld och ett gemensamt ansvar för kriget. Alla tyskar, både före och efter kriget, även de som skulle födas i framtiden, kunde på detta sätt ses som medskyldiga och tvungna att förhålla sig till de båda världskrigen, i synnerhet det andra. Denna uppfattning förstärktes när Fritz Fischer år 1961 publicerade sin bok Griff nach der Weltmacht där han hävdade att den tyska statsledningen, stödd av agrara och industriella grupperingar, från år 1912 medvetet frammanat första världskriget; därmed beskrevs Tyskland och dess ledare och institutioner som ansvarigt både för första och andra världskriget. Fischer ger uttryck för att det existerade en tysk särväg och att andra världskriget skall förstås som en fullbordan på den tyska politiken. Uppfattningen att man som tysk inte kunde vara stolt över någonting som hörde till det egna landets historia och kultur – i varje fall inte mellan mitten av 1800-talet och år 1945 – förstärktes under 1960- och 1970-talens vänstervåg och politiska konfrontationer.
Tredje riket blev på detta vis ett tomt centrum i den bild av tysk historia som fanns i litteratur, massmedier och historieskrivning. Det forskades intensivt kring epoken, ibland med kontroversiella resultat, och den betygades som central för bilden av tysk historia över huvud taget, men samtidigt var epokens vardagliga liv, liksom själva kriget, frånvarande i seriös tysk skönlitteratur och film. Bortsett från ett par östtyska filmer på 1950-talet, som inte visades i väst, figurerade aldrig koncentrationslägren direkt, i scener inifrån, i tyska spelfilmer mellan 1950 och 2000. De var även sällsynta i skönlitteraturen. Krigsfilmer producerade inte heller på samma sätt som inom brittisk och amerikansk film och stora delar av krigserfarenheten framstod som för besvärlig för att tala öppet om, samtidigt som en rad filmer och romaner från krigsårens allierade segrarmakter lanserades även i de tyska staterna. Denna blockering att få hantera och gestalta den egna historien ledde dels till hyperkritiska attityder, dels till ett uppdämt behov av att kunna diskutera både nazismen och andra, mera positiva sidor av tysk historia och tysk kultur på ett öppet sätt, utan att behöva försäkra att man inte sympatiserade med Hitler. Under 1980-talet kom dessa korsande linjer att mötas vid ett flertal tillfällen: ett av de mest framträdande var historikerstriden.

## Debatten 1986–1987
Historikerstreit inleddes år 1986 av professorn i modern historia Ernst Nolte, som ville revidera den gängse synen på Tredje riket och Förintelsen. I boken Der europäische Bürgerkrieg 1917–1945. Nationalsozialismus und Bolschewismus menar han, att nazisternas massmord på judar visserligen är en unik företeelse i historien, men att paralleller kan dras till bland annat Gulag och Stalins mord på kulaker. Nolte ville lyfta ut nazismens brott ur dess historiska isolering och menar vidare att det sannolikt förelåg ett kausalt samband mellan bolsjevikernas förintelsepolitik och nazimen. Han lade även fram en teori om bakgrunden till att Hitler kom att driva på ”den slutgiltiga lösningen av judefrågan”. Enligt Nolte led Hitler av en panisk rädsla för att judarna och bolsjevikerna en dag skulle anstifta folkmord på tyskar. För att förhindra detta inledde Hitler ett ”preventivmord” på judarna och senare ett ”preventivkrig” mot Sovjetunionen. Nolte underbyggde sin teori med att bolsjevikernas mord på bourgeoisien (som dock aldrig var fullt lika metodiskt som nazisternas folkmord) var den "logiska och faktiska föregångaren" till nazisternas judemord samt att bolsjevikerna inte bara var en "mardröm" utan också, paradoxalt, en förebild för nazisterna.
En annan tysk historieprofessor, Andreas Hillgruber, menade att Tredje riket som alla andra samhällen både innehöll gott och ont. Han ville framhålla de positiva aspekterna på Hitlers Tyskland. Hillgruber pekade på motorvägsbyggandet och arbetslöshetens avskaffande. Därutöver ansåg Hillgruber, att den tyska krigsmakten utförde en viktig uppgift när den försvarade Europa mot Röda armén. Hillgruber beskrev de tyska soldater som försökte försvara Tyskland mot ”barbarerna” från öst som hjältar. I sin argumentering drabbades dock Hillgruber av ett moraliskt dilemma. I och med att den tyska armén så länge lyckades hålla ställningarna på östfronten, kunde förintandet av judarna fortgå i förintelselägren. Både Nolte och Hillgruber hade tidigare uttryckt liknande synpunkter i vetenskapliga arbeten.
Reaktionerna mot dessa försök att relativisera nazismens illdåd kom i första hand från frankfurtfilosofen Jürgen Habermas, som anklagade Nolte och Hillgruber för att bedriva apologetik för Tredje riket och dess brott mot mänskligheten. Habermas menade, att man med denna urskuldande attityd gentemot Hitler och nazismen strävade efter att ge det tyska folket en ny, falsk identitet, vilken skulle tjäna NATO:s politiska behov. Genom att påstå att nazisternas massmord på judarna inte var värre eller i grunden annorlunda än till exempel Stalins förbrytelser ville man bereda väg för ett stärkt nationellt självmedvetande, vilket inte var okontroversiellt vid denna tid när det fanns två Tyskland på var sin sida om järnridån och identifikationen mellan det tyska (nationen, staten, språket) och världskrigen var mycket starkt rotad. Habermas sätt att referera till de båda förloppen ger dock en vink om att han ser dem på olika sätt, i det han refererar till Förintelsen som ett "massmord på judar" medan morden på miljontals bönder i Sovjetunionen kallas ”fördrivande av kulakerna".
I striden ställde sig bielefeldhistorikerna Hans-Ulrich Wehler och Jürgen Kocka på Habermas sida. Wehler angrep Noltes teori och menade, att en jämförelse mellan kommunismens och nazismens massmord blir missvisande eftersom den bygger på felaktiga premisser. De hävdade att den ryske storbonden, kulaken, i princip haft möjlighet att acceptera Stalins kollektivisering av jordbruket och fortsätta som aktade medlemmar av samhället, eller att inte göra det, och i så fall skickas till läger eller dö. Denna ”valfrihet” hade inte judarna. Hitler hade bestämt att de skulle utrotas på grund av den ras de tillhörde. Flera respekterade historiker i både Väst- och Östtyskland, t.ex. östtysken Martin Broszat, hade dock tidigare under 1970- och 1980-talen hävdat att det inte utan vidare gick att se utrotningarna som en konsekvens av en övertygelse hos Hitler att Europa skulle befrias från judarna: hans uttalanden under 1920- och 1930-talen kunde enligt Broszat snarare tolkas som att de skulle fördrivas till Asien. Medan det fanns en tydlig judefientlig linje i nazismens politik, är det mycket svårt att säga något närmare om när man började formulera ett beslut om direkt utrotning, och någon uppgift om en skriftlig order från Hitler under 1940–1941 har inte påträffats, trots att en dylik order borde ha givits i den mån det handlade om ett toppstyrt program.
Vid sidan av frågorna om Tredje rikets unika ställning, möjligheterna att jämföra det med andra samhällen och huruvida de nazistiska folkmorden kunde jämföras med några andra eller var unika uttryck för en i princip bortomhistorisk ondska (jämförelsen med Gulag och andra kommunistiska lägersystem) kretsade debatten också, om än inte alltid uttalat, kring frågan huruvida nazismen kunde beskrivas som en delvis revolutionär rörelse, eller om den enbart utgjorde en reaktion styrd av ett relativt litet antal människor och av bakåtsträvande krafter (storkapitalet, militären). För Habermas, Wehler m.fl. som politiskt tydligt stod till vänster var det omöjligt att se nazismen som revolutionär, om än högerrevolutionär. "Revolutionär rörelse" var för dem ett positivt laddat begrepp som handlade om folkligt deltagande, och att karakterisera nazismens väg till makten på det viset skulle dels ha betonat att vissa saker kanske kunde sägas ha blivit bättre, dels ha gjort Hitlers maktövertagande år 1933 jämförbart med oktoberrevolutionen år 1917, som vid denna tid ofta uppfattades som en folklig revolution. Det antogs ha varit det direkta stödet från arbetare och soldater som burit fram Lenin till makten. Senare har det blivit en mera accepterad uppfattning att oktoberrevolutionens avgörande fas snarare bör beskrivas som en statskupp, vilket gör det begreppsmässiga avståndet mellan denna och Hitlers maktövertagande något kortare.